# 九日市場村
九日市場村（ここのかいちばむら）は、愛知県丹羽郡にあった村。現在の一宮市の一部にあたる。

## 地理
青木川の下流左岸に位置していた。

## 歴史
- 江戸時代は尾張藩領、小牧代官所支配であった[2]。
- 1889年（明治22年）10月1日、町村制の施行により、丹羽郡九日市場村が単独で村制施行し、九日市場村が発足[1][2]。大字は編成せず[2]。
- 1906年（明治39年）7月1日、丹羽郡二川村、三重島村、多加森村と合併し、丹陽村を新設して廃止された[1][2]。合併後、丹陽村九日市場となる[2]。

### 地名の由来
市に関するものか。

## 産業
- 農業、切干大根[2]